# Silberner Bär/Herausragende künstlerische Leistung

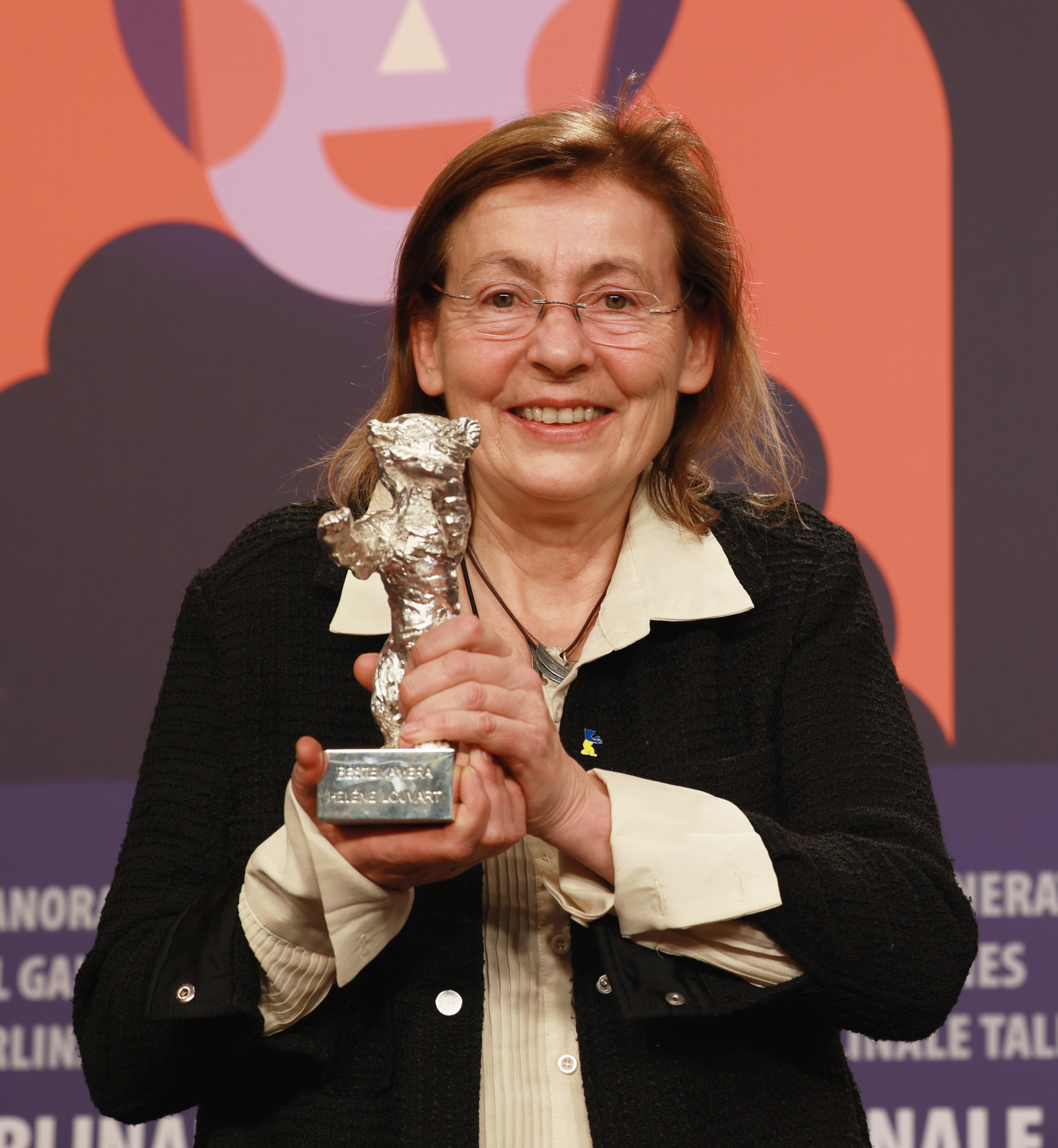
Preisträgerin 2023: Kamerafrau Hélène Louvart (Disco Boy)

Der Silberne Bär für eine herausragende künstlerische Leistung ehrt bei den jährlich veranstalteten Filmfestspielen von Berlin Filmschaffende aus den Kategorien Kamera, Schnitt, Musik, Kostüm- oder Szenenbild, die an einem Wettbewerbsfilm (Langfilm) mitgewirkt haben.
Die Auszeichnung wurde erstmals bei der 58. Auflage des Festivals im Jahr 2008 verliehen und ersetzte die bis dahin vergebenen Silbernen Bären in den Kategorien Filmmusik (2002–2007) und „Besondere künstlerische Leistung“ (1956–2007) bzw. „Herausragende Einzelleistung“ (1956–2005). In der Vergangenheit waren in den beiden letztgenannten Kategorien auch Regie- oder Darstellerleistungen prämiert worden, obwohl dafür eigene Silberne-Bären-Kategorien (Beste Regie, Beste Darstellerin, Bester Darsteller) existierten. Zwischenzeitlich wurden auch Silberne Bären als Sonderpreise für einzelne künstlerische Leistungen ausgelobt.
Über die Vergabe des Preises stimmt die Wettbewerbsjury ab, die sich meist aus internationalen Filmschaffenden zusammensetzt.

## Preisträger

### Herausragende künstlerische Leistung (seit 2008)
Am häufigsten mit dem Silbernen Bären für eine herausragende künstlerische Leistung ausgezeichnet wurden bisher Kameraleute (acht Siege). Als erster Filmschaffender aus dem deutschsprachigen Raum war 2012 der deutsche Kameramann Lutz Reitemeier (Bai lu yuan) erfolgreich.
| Jahr | Preisträger/-in        | Leistung              | Film (Originaltitel)                                         | Deutscher Titel          |
| ---- | ---------------------- | --------------------- | ------------------------------------------------------------ | ------------------------ |
| 2008 | Jonny Greenwood        | Filmmusik             | There Will Be Blood                                          | There Will Be Blood      |
| 2009 | Gábor Erdély           | Ton                   | Katalin Varga                                                | Katalin Varga            |
| 2009 | György Kovács          | Ton                   | Katalin Varga                                                | Katalin Varga            |
| 2009 | Tamás Székely          | Ton                   | Katalin Varga                                                | Katalin Varga            |
| 2010 | Pawel Kostomarow       | Kamera                | Как я провёл этим летом (Kak ja prowjol etim letom)          | How I Ended This Summer  |
| 2011 | Barbara Enriquez       | Szenenbild            | El premio                                                    | Der Preis – El Premio    |
| 2011 | Wojciech Staroń        | Kamera                | El premio                                                    | Der Preis – El Premio    |
| 2012 | Lutz Reitemeier        | Kamera                | 白鹿原 (Bai lu yuan)                                         | Bai lu yuan              |
| 2013 | Asis Schambakijew      | Kamera                | Уроки гармонии (Uroki garmonii)                              | Lehrstunden der Harmonie |
| 2014 | Zeng Jian              | Kamera                | 推拿 (Tui Na)                                                | Tui Na                   |
| 2015 | Sturla Brandth Grøvlen | Kamera                | Victoria                                                     | Victoria                 |
| 2015 | Jewgeni Priwin         | Kamera                | Под электрическими облаками (Pod elektritscheskimi oblakami) | Under Electric Clouds    |
| 2015 | Serhij Mychaltschuk    | Kamera                | Под электрическими облаками (Pod elektritscheskimi oblakami) | Under Electric Clouds    |
| 2016 | Mark Lee Ping Bin      | Kamera                | 长江图 (Chang Jiang Tu)                                      | Chang Jiang Tu           |
| 2017 | Dana Bunescu           | Schnitt               | Ana, mon amour                                               | Ana, mon amour           |
| 2018 | Elena Okopnaya         | Kostüm und Szenenbild | Довлатов (Dowlatow)                                          | Dowlatow                 |
| 2019 | Rasmus Videbæk         | Kamera                | Ut og stjæle hester                                          | Pferde stehlen           |
| 2020 | Jürgen Jürges          | Kamera                | ДАУ. Наташа (DAU. Natasha)                                   | DAU. Natasha             |
| 2021 | Yibrán Asuad           | Schnitt               | Una película de policías                                     | Ein Polizei-Film         |
| 2022 | Rithy Panh             | Regie/Drehbuch        | Everything Will Be Ok                                        | Everything Will Be OK    |
| 2023 | Hélène Louvart         | Kamera                | Disco Boy                                                    | Disco Boy                |
| 2024 | Martin Gschlacht       | Kamera                | Des Teufels Bad                                              | Des Teufels Bad          |
| 2025 | Kreatives Ensemble     | k. A.                 | La tour de glace                                             | k. A.                    |

### Besondere künstlerische Leistung (1956–2007)
Der Silberne Bär für eine besondere künstlerische Leistung wurde bei den Filmfestspielen 1956 als „2. Ehrenpreis“ neben den regulär vergebenen Auszeichnungen für Regie und Darsteller eingeführt. Ausgezeichnet wurden u. a. Regisseure und Schauspieler.
| Jahr       | Preisträger/-in | Film (Originaltitel)                     | Deutscher Titel                          |
| ---------- | --- | ---------------------------------------- | ---------------------------------------- |
| 1956       | André Michel („2. Ehrenpreis“)                                                                                      | La sorcière                              | Die blonde Hexe                          |
| 1957– 1971 | Preis nicht vergeben                                                                                                | Preis nicht vergeben                     | Preis nicht vergeben                     |
| 1972       | Peter Ustinov („für die Originalität seines künstlerischen Gesamtwerkes“)                                           | Hammersmith Is Out                       | Hammersmith ist raus                     |
| 1973– 1974 | Preis nicht vergeben                                                                                                | Preis nicht vergeben                     | Preis nicht vergeben                     |
| 1975       | Woody Allen („für sein Gesamtwerk“)                                                                                 | Love and Death                           | Die letzte Nacht des Boris Gruschenko    |
| 1976       | László Lugossy („für das Erstlingswerk“)                                                                            | Azonositás                               | Identifizierung                          |
| 1977       | Preis nicht vergeben                                                                                                | Preis nicht vergeben                     | Preis nicht vergeben                     |
| 1978       | Jerzy Kawalerowicz („für sein Gesamtwerk“)                                                                          | Śmierć prezydenta                        | Der Tod des Präsidenten                  |
| 1978       | Octavio Cortázar („für ein Erstlingswerk“)                                                                          | El brigadista                            | El brigadista – Der Lehrer               |
| 1979– 1984 | Preis nicht vergeben                                                                                                | Preis nicht vergeben                     | Preis nicht vergeben                     |
| 1985       | Tage Danielsson („für einen Film von besonderer Phantasie“)                                                         | Ronja Rövardotter                        | Ronja Räubertochter                      |
| 1986       | Masahiro Shinoda („für seine harmonische Komposition“)                                                              | 鑓の権三 (Yari no Gonza)                 | Gonza, der Lanzenkämpfer                 |
| 1987       | Randa Haines („für einen Film, der ein außergewöhnliches Thema populär und sensibel behandelt“)                     | Children of a Lesser God                 | Gottes vergessene Kinder                 |
| 1988       | Miguel Pereira („für seine außergewöhnliche künstlerische Qualität“)                                                | La deuda interna                         | In der Ferne liegt das Meer              |
| 1989       | Kaipo Cohen (Regie)                                                                                                 | הקיץ של אביה (Hakayitz shel Aviya)       | Aviyas Sommer                            |
| 1989       | Gila Almagor (Schauspiel)                                                                                           | הקיץ של אביה (Hakayitz shel Aviya)       | Aviyas Sommer                            |
| 1990       | Heiner Carow („Achtung für Menschenrechte, Humanität und Toleranz“)                                                 | Coming Out                               | Coming Out                               |
| 1991       | Preis nicht vergeben                                                                                                | Preis nicht vergeben                     | Preis nicht vergeben                     |
| 1992       | Javier Aguirresarobe (Kamera – „für seine filmische Qualität“)                                                      | Beltenebros                              | k. A.                                    |
| 1993       | Idrissa Ouédraogo („für humanistische und hoffnungsvolle Interpretation gesellschaftlicher u. persönlicher Krisen“) | Udzinarta mse                            | Die Sonne der Wachenden                  |
| 1994       | Semjon Aranowitsch („Verständnisvolle Darst. neuer Schicksale im heutigen Rußland“)                                 | Год собаки (God sobaki)                  | Das Jahr des Hundes                      |
| 1995       | Preis nicht vergeben                                                                                                | Preis nicht vergeben                     | Preis nicht vergeben                     |
| 1996       | Andrzej Wajda („Beitrag zur Filmkunst unserer Zeit“)                                                                | Wielki tydzień                           | Die Karwoche                             |
| 1997       | Raúl Ruiz („Herausragender Beitrag zur Filmkunst“)                                                                  | Généalogies d’un crime                   | Genealogien eines Verbrechens            |
| 1998       | Alain Resnais („Herausragender Beitrag zur Filmkunst unserer Zeit“)                                                 | On connaît la chanson                    | Das Leben ist ein Chanson                |
| 1999       | David Cronenberg (Regie, Drehbuch, Produktion)                                                                      | eXistenZ                                 | eXistenZ                                 |
| 2000 a     | Adriana Altaras | Paradiso – Sieben Tage mit sieben Frauen | Paradiso – Sieben Tage mit sieben Frauen |
| 2000 a     | Sabine Bach | Paradiso – Sieben Tage mit sieben Frauen | Paradiso – Sieben Tage mit sieben Frauen |
| 2000 a     | Marquard Bohm | Paradiso – Sieben Tage mit sieben Frauen | Paradiso – Sieben Tage mit sieben Frauen |
| 2000 a     | Guntram Brattia | Paradiso – Sieben Tage mit sieben Frauen | Paradiso – Sieben Tage mit sieben Frauen |
| 2000 a     | Khyana el Bitar | Paradiso – Sieben Tage mit sieben Frauen | Paradiso – Sieben Tage mit sieben Frauen |
| 2000 a     | Cora Frost | Paradiso – Sieben Tage mit sieben Frauen | Paradiso – Sieben Tage mit sieben Frauen |
| 2000 a     | Valeska Hanel | Paradiso – Sieben Tage mit sieben Frauen | Paradiso – Sieben Tage mit sieben Frauen |
| 2000 a     | Irm Hermann | Paradiso – Sieben Tage mit sieben Frauen | Paradiso – Sieben Tage mit sieben Frauen |
| 2000 a     | Isabel Hindersin | Paradiso – Sieben Tage mit sieben Frauen | Paradiso – Sieben Tage mit sieben Frauen |
| 2000 a     | Lucas Hoppe | Paradiso – Sieben Tage mit sieben Frauen | Paradiso – Sieben Tage mit sieben Frauen |
| 2000 a     | Ully Loup | Paradiso – Sieben Tage mit sieben Frauen | Paradiso – Sieben Tage mit sieben Frauen |
| 2000 a     | Cosima Lustig | Paradiso – Sieben Tage mit sieben Frauen | Paradiso – Sieben Tage mit sieben Frauen |
| 2000 a     | Angelika Margull | Paradiso – Sieben Tage mit sieben Frauen | Paradiso – Sieben Tage mit sieben Frauen |
| 2000 a     | Jürgen Schonschadowski                                                                                              | Paradiso – Sieben Tage mit sieben Frauen | Paradiso – Sieben Tage mit sieben Frauen |
| 2000 a     | Joya Thome | Paradiso – Sieben Tage mit sieben Frauen | Paradiso – Sieben Tage mit sieben Frauen |
| 2000 a     | Nicolai Thome | Paradiso – Sieben Tage mit sieben Frauen | Paradiso – Sieben Tage mit sieben Frauen |
| 2000 a     | Martin Walz | Paradiso – Sieben Tage mit sieben Frauen | Paradiso – Sieben Tage mit sieben Frauen |
| 2000 a     | Hanns Zischler | Paradiso – Sieben Tage mit sieben Frauen | Paradiso – Sieben Tage mit sieben Frauen |
| 2000 a     | Amelie zur Mühlen                                                                                                   | Paradiso – Sieben Tage mit sieben Frauen | Paradiso – Sieben Tage mit sieben Frauen |
| 2001       | Preis nicht vergeben                                                                                                | Preis nicht vergeben                     | Preis nicht vergeben                     |
| 2002 a     | Fanny Ardant | 8 femmes                                 | 8 Frauen                                 |
| 2002 a     | Emmanuelle Béart | 8 femmes                                 | 8 Frauen                                 |
| 2002 a     | Danielle Darrieux                                                                                                   | 8 femmes                                 | 8 Frauen                                 |
| 2002 a     | Catherine Deneuve                                                                                                   | 8 femmes                                 | 8 Frauen                                 |
| 2002 a     | Isabelle Huppert | 8 femmes                                 | 8 Frauen                                 |
| 2002 a     | Virginie Ledoyen | 8 femmes                                 | 8 Frauen                                 |
| 2002 a     | Firmine Richard | 8 femmes                                 | 8 Frauen                                 |
| 2002 a     | Ludivine Sagnier | 8 femmes                                 | 8 Frauen                                 |
| 2003       | Li Yang (Regie, Drehbuch)                                                                                           | 盲井 (Mángjǐng)                          | Blinder Schacht                          |
| 2004 a     | Leif Andrée | Om jag vänder mig om                     | Morgengrauen                             |
| 2004 a     | Pernilla August | Om jag vänder mig om                     | Morgengrauen                             |
| 2004 a     | Jan Coster | Om jag vänder mig om                     | Morgengrauen                             |
| 2004 a     | Jakob Eklund | Om jag vänder mig om                     | Morgengrauen                             |
| 2004 a     | Ingvar Hirdwall | Om jag vänder mig om                     | Morgengrauen                             |
| 2004 a     | Magnus Krepper | Om jag vänder mig om                     | Morgengrauen                             |
| 2004 a     | Johan Kvarnström | Om jag vänder mig om                     | Morgengrauen                             |
| 2004 a     | Camilla Larsson | Om jag vänder mig om                     | Morgengrauen                             |
| 2004 a     | Marika Lindström | Om jag vänder mig om                     | Morgengrauen                             |
| 2004 a     | Peter Lorentzon | Om jag vänder mig om                     | Morgengrauen                             |
| 2004 a     | Hampus Penttinen | Om jag vänder mig om                     | Morgengrauen                             |
| 2004 a     | Ann Petrén | Om jag vänder mig om                     | Morgengrauen                             |
| 2004 a     | Marie Richardson | Om jag vänder mig om                     | Morgengrauen                             |
| 2004 a     | Jenny Svärdsäter | Om jag vänder mig om                     | Morgengrauen                             |
| 2004 a     | Claes-Göran Turesson                                                                                                | Om jag vänder mig om                     | Morgengrauen                             |
| 2005       | Preis nicht vergeben                                                                                                | Preis nicht vergeben                     | Preis nicht vergeben                     |
| 2006       | Jürgen Vogel (Schauspiel, Drehbuch, Produktion)                                                                     | Der freie Wille                          | Der freie Wille                          |
| 2007 a     | Alec Baldwin | The Good Shepherd                        | Der gute Hirte                           |
| 2007 a     | Tammy Blanchard | The Good Shepherd                        | Der gute Hirte                           |
| 2007 a     | Billy Crudup | The Good Shepherd                        | Der gute Hirte                           |
| 2007 a     | Matt Damon | The Good Shepherd                        | Der gute Hirte                           |
| 2007 a     | Robert De Niro | The Good Shepherd                        | Der gute Hirte                           |
| 2007 a     | Michael Gambon | The Good Shepherd                        | Der gute Hirte                           |
| 2007 a     | Martina Gedeck | The Good Shepherd                        | Der gute Hirte                           |
| 2007 a     | William Hurt | The Good Shepherd                        | Der gute Hirte                           |
| 2007 a     | Timothy Hutton | The Good Shepherd                        | Der gute Hirte                           |
| 2007 a     | Mark Ivanir | The Good Shepherd                        | Der gute Hirte                           |
| 2007 a     | Angelina Jolie | The Good Shepherd                        | Der gute Hirte                           |
| 2007 a     | Gabriel Macht | The Good Shepherd                        | Der gute Hirte                           |
| 2007 a     | Lee Pace | The Good Shepherd                        | Der gute Hirte                           |
| 2007 a     | Joe Pesci | The Good Shepherd                        | Der gute Hirte                           |
| 2007 a     | Eddie Redmayne | The Good Shepherd                        | Der gute Hirte                           |
| 2007 a     | John Sessions | The Good Shepherd                        | Der gute Hirte                           |
| 2007 a     | Oleg Shtefanko | The Good Shepherd                        | Der gute Hirte                           |
| 2007 a     | John Turturro | The Good Shepherd                        | Der gute Hirte                           |

### Herausragende Einzelleistung (1956–2005)
Der Silberne Bär für eine herausragende Einzelleistung wurde bei den Filmfestspielen 1956 als „1. Ehrenpreis“ neben den regulär vergebenen Auszeichnungen für Regie und Darsteller eingeführt. Ausgezeichnet wurden u. a. Kameraleute, Regisseure, Drehbuchautoren, Schauspieler, Szenenbildner und Filmeditoren.
| 1956       | Charles Frend („1. Ehrenpreis“)                                     | The Long Arm                                  | Der lange Arm                     |                      |                      |
| 1957– 1970 | Preis nicht vergeben                                                | Preis nicht vergeben                          | Preis nicht vergeben              | Preis nicht vergeben | Preis nicht vergeben |
| 1971       | Frank D. Gilroy („für bestes Drehbuch und Dialog“)                  | Desperate Characters                          | Verzweifelte Menschen             |                      |                      |
| 1971       | Ragnar Lasse-Henriksen (Kamera)                                     | Love Is War                                   | Liebe ist Krieg                   |                      |                      |
| 1972– 1978 | Preis nicht vergeben                                                | Preis nicht vergeben                          | Preis nicht vergeben              | Preis nicht vergeben | Preis nicht vergeben |
| 1979       | Henning von Gierke („für seine Ausstattung“)                        | Nosferatu – Phantom der Nacht                 | Nosferatu – Phantom der Nacht     |                      |                      |
| 1979       | Sten Holmberg („für seine Kameraführung“)                           | Kejsaren                                      | Der Kaiser                        |                      |                      |
| 1980       | Preis nicht vergeben                                                | Preis nicht vergeben                          | Preis nicht vergeben              | Preis nicht vergeben | Preis nicht vergeben |
| 1981       | Markus Imhoof („für Drehbuch und Schauspielerführung“)              | Das Boot ist voll                             | Das Boot ist voll                 |                      |                      |
| 1982       | Zoltán Fábri (Drehbuch)                                             | Requiem                                       | k. A.                             |                      |                      |
| 1983       | Xaver Schwarzenberger (Regie und Kamera)                            | Der stille Ozean                              | Der Stille Ozean                  |                      |                      |
| 1984       | Monica Vitti (Schauspiel)                                           | Flirt                                         | k. A.                             |                      |                      |
| 1985       | Tolomusch Okejew („für die künstlerische Gestaltung seines Films“)  | Потомок Белого Барса (Potomok belogo barssa)  | Der Nachkomme des Schneeleoparden |                      |                      |
| 1986       | Derek Jarman („für seine bildliche Gestaltung“)                     | Caravaggio                                    | Caravaggio                        |                      |                      |
| 1987       | Márta Mészáros (Regie)                                              | Napló szerelmeimnek                           | Tagebuch für meine Lieben         |                      |                      |
| 1987       | Fernando Trueba (Regie)                                             | El año de las luces                           | Das Jahr der Aufklärung           |                      |                      |
| 1988       | Janusz Zaorski (Regie und Drehbuch)                                 | Matka Królów                                  | Mutter Krol und ihre Söhne        |                      |                      |
| 1989       | Eric Bogosian („für Buch und darstellerische Leistung“)             | Talk Radio                                    | Talk Radio                        |                      |                      |
| 1990       | Xie Fei (Regie)                                                     | 本命年 (Ben ming nian)                        | Schwarzer Schnee                  |                      |                      |
| 1991       | Kevin Costner („als Darsteller, Produzent und Regisseur“)           | Dances With Wolves                            | Der mit dem Wolf tanzt            |                      |                      |
| 1992       | Ricardo Larraín („für herausragenden Debütfilm“)                    | La Frontera                                   | La Frontera – Am Ende der Welt    |                      |                      |
| 1993       | Preis nicht vergeben                                                | Preis nicht vergeben                          | Preis nicht vergeben              | Preis nicht vergeben |                      |
| 1994       | Alain Resnais („für die Originalität seines Films“)                 | Smoking / No Smoking                          | Smoking / No Smoking              |                      |                      |
| 1995       | Gesamtes Filmteam („für die visuelle Gestaltung“)                   | 紅粉 (Hongfen)                                | Rouge                             |                      |                      |
| 1995       | Gesamtes Filmteam („für stilistische und thematische Besonderheit“) | П'єса для пасажира (Pjessa dlja passaschira)  | Theaterstück für einen Fahrgast   |                      |                      |
| 1996       | Yōichi Higashi („Originalität in der Darstellung von Kindheit“)     | 絵の中のぼくの村 (E no naka no boku no mura)  | Das Dorf meiner Träume            |                      |                      |
| 1997       | Zbigniew Preisner (Filmmusik)                                       | The Island on Bird Street                     | Die Insel in der Vogelstraße      |                      |                      |
| 1998       | Matt Damon (Drehbuchautor und Darsteller)                           | Good Will Hunting                             | Good Will Hunting                 |                      |                      |
| 1999       | Marc Norman Tom Stoppard (Drehbuch)                                 | Shakespeare in Love                           | Shakespeare in Love               |                      |                      |
| 2000       | Raúl Pérez Cubero (Kamera)                                          | Una historia de entonces                      | You’re the One                    |                      |                      |
| 2001– 2004 | Preis nicht vergeben                                                | Preis nicht vergeben                          | Preis nicht vergeben              | Preis nicht vergeben |                      |
| 2005       | Tsai Ming-liang (Regie, Drehbuch)                                   | 天邊一朵雲 / 天边一朵云 (tiānbiān yī duǒ yún) | Das Fleisch der Wassermelone      |                      |                      |